# Bellefleur (Asterix)
Bellefleur (Frans: Bonemine) is een personage uit de stripreeks Asterix. 
Bellefleur is een klein en rond personage. Ze is de vrouw van Abraracourcix, de hoofdman van het Gallische dorpje. Bellefleur is vooral bezig met het huishouden en anders aan het roddelen met de andere vrouwen van het dorp. Bellefleur is voor de eerste keer verschenen in de strip Le Combat des chefs. Ze leeft niet zo graag in het Gallische dorpje, ze zou veel liever in een rijke stad wonen, zoals Lutetia, met beschaafde mensen, dan als vrouw van een stamhoofd van een barbarendorp. 
Lijst van albums waar ze in voorkomt
- 11- Le Bouclier arverne
- 12- Astérix aux jeux Olympiques
- 13- Astérix et le chaudron
- 14- Astérix en Hispanie
- 15- La Zizanie
- 17- Le Domaine des dieux
- 18- Les Lauriers de César
- 19- Le Devin
- 20- Astérix en Corse
- 21- Le cadeau de César
- 23- Obélix et Compagnie
- 24- Astérix chez les Belges
- 25- Le Grand Fossé
- 27- Le Fils d'Astérix
- 28- Astérix chez Rahazade
- 29- La Rose et le glaive
- 30- La Galère d'Obélix
- 31- Astérix et Latraviata
- 32- Astérix et la rentrée gauloise
- 33- Le Ciel lui tombe sur la tête
- 34- Le livre d'or
- 35- Astérix chez les Pictes
- 36- Le papyrus de César